# Hubertuskapelle (Schönau)
Die Hubertuskapelle (früher: Schornkapelle) im Ortsteil Unterschönau von Schönau am Königssee ist ein denkmalgeschütztes Gotteshaus der Evangelisch-Lutherischen Kirchengemeinde Berchtesgaden.

## Geschichte
Im barocken Stil in Schönau errichtet, wurde die Schornkapelle in unmittelbarer Nähe des Schornweihers (seit 1931: Schornbad) als kleines römisch-katholisches Gotteshaus unter der Regentschaft von Fürstpropst Michael Balthasar von Christalnigg 1761 oder 1762 erstmals geweiht. Diese Weihe wurde jedoch aus nicht mehr nachvollziehbaren Gründen für ungültig erklärt, so dass die Kapelle unter Fürstpropst Joseph Konrad von Schroffenberg-Mös 1797 oder am 27. Juni 1798 erneut geweiht und zur Filialkirche der Pfarrei St. Andreas in Berchtesgaden erklärt wurde.
In der ersten Hälfte des 19. Jahrhunderts (1848) erwarb Graf Ludwig Arco von Zinneberg (1773–1854) das benachbarte Gelände mit dem Haus Hubertus. Um zu verhindern, dass die sonntäglichen Gottesdienstbesucher weiterhin wie bisher über sein Grundstück zur Kapelle gehen, ließ sein Sohn Maximilian von Arco-Zinneberg (1811–1885) am Zillnhäusl eine neue Kapelle bauen und erwarb im Gegenzug 1860 die Schornkapelle. Die neue Graf-Arco-Kirche wurde 1855–56 im neogotischen Stil von Salinenbaumeister Carl Lorentz erbaut und am 6. Juli 1860 von Erzbischof Gregor von Scherr konsekriert. Das Gnadenbild mit dem Altar wurden aus der Schornkapelle in die neue Kirche übertragen.
Die Schornkapelle oder Schornkirche wurde offenbar schon kurz nach ihrem Erwerb erst als Maleratelier und am Ende nur noch als Rumpelkammer genutzt. Derart zweckentfremdet wurde sie Ende des 19. Jahrhunderts durch die römisch-katholische Kirche desekriert und galt damit nach ihrem Kirchenrecht nicht mehr als Gotteshaus. In den 1930ern wurde die Kapelle schließlich zusammen mit dem Haus Hubertus Eigentum des Sozialwerks der Deutschen Reichsbahn und der barocke Altar 1940 nach Wörth an der Isar verkauft.
In den 1950ern regte der in Berchtesgaden amtierende evangelisch-lutherische Pfarrer von Gilardi an, die Kapelle wieder als Gotteshaus zu nutzen und sie der durch die Aufnahme von Heimatvertriebenen auf rund 500 Mitglieder angewachsenen evangelischen Kirchengemeinde in Schönau zur Verfügung zu stellen. Weiterhin im Eigentum des Sozialwerks der Deutschen Bahn, wurde sie nach umfangreichen Renovierungen und der neuerlichen Ausstattung mit kirchlichem Inventar (u. a. mit einem kleinen Barockaltar aus dem Besitz des Kirchenmalers Ludwig Keilhacker aus Taufkirchen (Vils)) am 21. Juli 1957 als evangelisches Gotteshaus mit dem Namen Hubertuskapelle geweiht. 1958 erhielt die Kapelle zudem eine Glocke und 1980 eine Kleinorgel.
Anfang 2010 erwarb die Evangelisch-Lutherische Kirchengemeinde Berchtesgaden die Hubertuskapelle und begann notwendig gewordene Restaurierungsarbeiten, in die das Bahn-Sozialwerk als Vorbesitzer nicht investiert hatte. Unterstützt von der Evangelisch-Lutherischen Landeskirche und vielen Förderern konnte die restaurierte Kapelle bereits am Palmsonntag, den 17. April 2011, in einem festlichen Weihegottesdienst mit Dekan Gottfried Stritar wiedereröffnet und der Kirchengemeinde zur Nutzung übergeben werden. Die Hubertuskapelle ist seither u. a. mit einem modernen Altar und einem neuen Holzschindeldach ausgestattet.

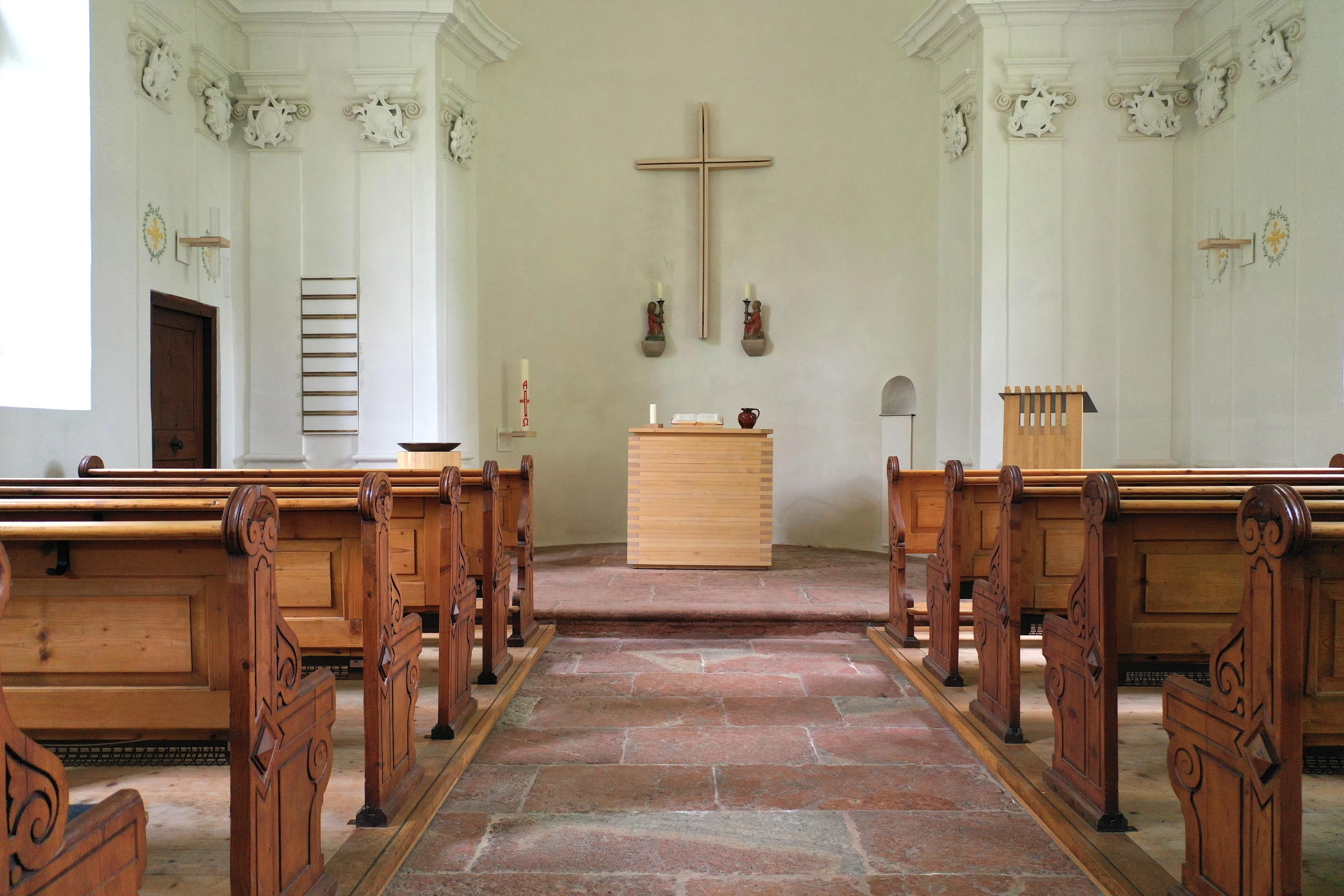
Blick vom Eingang auf den Altarraum

## Zuständige Kirchengemeinde
Die Evangelisch-Lutherische Kirchengemeinde Berchtesgaden ist neben ihrer Christuskirche als Hauptkirche in Berchtesgaden auch für die evangelisch-lutherischen Kirchengebäude in Bischofswiesen, Ramsau bei Berchtesgaden und Schönau am Königssee zuständig. Die Kirchengemeinde gehört zum Dekanat Traunstein innerhalb der Evangelisch-Lutherischen Kirche in Bayern. Angesichts des prozentual geringen Anteils ihrer Gemeindemitglieder innerhalb der genannten Gemeinden des Landkreises Berchtesgadener Land besteht sie in der Minderheitssituation einer Diaspora. (→ Siehe hierzu auch den Abschnitt: Religion in Berchtesgaden)